# Botryobasidium isabellinum
Botryobasidium isabellinum ist eine Ständerpilzart aus der Familie der Traubenbasidienverwandten (Botryobasidiaceae). Sie bildet resupinate, spinnwebartige Fruchtkörper aus, die auf Totholz von Laub- und Nadelbäumen wachsen. Das Verbreitungsgebiet von Botryobasidium isabellinum umfasst Europa und Afrika. Eine Anamorphe der Art ist bislang nicht bekannt.

## Merkmale

### Makroskopische Merkmale
Botryobasidium isabellinum besitzt gelbliche bis ockerfarbene, gespinstartige und dünne Fruchtkörper, die resupinat (also vollständig anliegend) auf ihrem Substrat wachsen und unter der Lupe leicht netzartig erscheinen.

### Mikroskopische Merkmale
Wie bei allen Traubenbasidien ist die Hyphenstruktur von Botryobasidium isabellinum monomitisch, besteht also ausschließlich aus generativen Hyphen, die sich rechtwinklig verzweigen. Die Basalhyphen sind hyalin, schmal (meist 10 µm breit) und nicht inkrustiert. Die 6–8 µm dicken Subhymenialhyphen sind hyalin und dünnwandig. Alle Hyphen sind einfach septiert. Die Art verfügt weder über Zystiden noch über Schnallen. Die viersporigen Basidien der Art wachsen in Nestern, werden 15–25 × 8–10 µm groß, sind subzylindrisch geformt und an der Basis einfach septiert. Die Sporen sind kugelförmig und meist 7–10 × 7–10 µm groß. Sie sind mit Dörnchen ornamentiert und dünnwandig.

## Verbreitung
Die bekannte Verbreitung von Botryobasidium isabellinum umfasst Europa bis nach Norwegen und Afrika bis in die Republik Kongo.

## Ökologie
Botryobasidium isabellinum ist ein Saprobiont, der Totholz besiedelt. Dabei handelt es sich sowohl um Bedecktsamer als auch um Koniferen. Bekannte Substrate sind unter anderem Aframomum giganteum, Pinie (Pinus pinea) und Silber-Pappel (Populus alba).